# Nowe Kiełbonki
Nowe Kiełbonki (deutsch Neu Kelbonken, 1938 bis 1945 Neukelbunken) ist ein Dorf in der polnischen Woiwodschaft Ermland-Masuren. Es gehört zur Landgemeinde Piecki (Peitschendorf) im Powiat Mrągowski (Kreis Sensburg).

## Geographische Lage
Nowe Kiełbonki liegt am Westufer des Kelbonker Sees  (1938 bis 1945 Kelbunker See, polnisch Jezioro Nowe Kiełbonki) in der südlichen Mitte der Woiwodschaft Ermland-Masuren, 22 Kilometer südlich der Kreisstadt Mrągowo (deutsch Sensburg).

## Geschichte
Das kleine um 1785 Neu Kelbuncken und bis 1938 Neu Kelbonken genannte Dorf wurde 1874 in den neu errichteten Amtsbezirk Kelbonken (polnisch Stare Kełbonki) eingegliedert. 1938 in „Amtsbezirk Kelbunken“ umbenannt, bestand der Amtsbezirk bis 1945 und gehörte zum Kreis Sensburg im Regierungsbezirk Gumbinnen (ab 1905: Regierungsbezirk Allenstein) in der preußischen Provinz Ostpreußen. Am 3. Juni (amtlich bestätigt am 16. Juli) 1938 wurde Neu Kelbonken in „Neukelbunken“ umbenannt.
Aufgrund der Bestimmungen des Versailler Vertrags stimmte die Bevölkerung im Abstimmungsgebiet Allenstein, zu dem Neu Kelbonken gehörte, am 11. Juli 1920 über die weitere staatliche Zugehörigkeit zu Ostpreußen (und damit zu Deutschland) oder den Anschluss an Polen ab. In Neu Kolbonken stimmten 80 Einwohner für den Verbleib bei Ostpreußen, auf Polen entfielen keine Stimmen.
In Kriegsfolge kam das Dorf 1945 mit dem gesamten südlichen Ostpreußen zu Polen und erhielt die polnische Namensform „Nowe Kiełbonki“. Heute ist es Sitz eines Schulzenamtes (polnisch Sołectwo) und als solches eine Ortschaft im Verbund der Landgemeinde Piecki (Peitschendorf) im Powiat Mrągowski (Kreis Sensburg), bis 1998 der Woiwodschaft Olsztyn, seither der Woiwodschaft Ermland-Masuren zugehörig.

### Einwohnerzahlen
| Jahr | Anzahl |
| ---- | ------ |
| 1818 | 44     |
| 1839 | 76     |
| 1871 | 83     |
| 1885 | 127    |
| 1898 | 146    |
| 1905 | 146    |
| 1910 | 158    |
| 1933 | 149    |
| 1939 | 152    |
| 2011 | 85     |

## Kirche
Bis 1945 war Neu Kelbonken (Neukelbunken) in die evangelische Kirche Aweyden in der Kirchenprovinz Ostpreußen der Kirche der Altpreußischen Union sowie in die katholische St.-Adalbert-Kirche Sensburg im damaligen Bistum Ermland eingepfarrt.
Heute gehört Nowe Kiełbonki zur evangelischen Kirchengemeinde Nawiady, einer Filialgemeinde der Pfarrei Mrągowo in der Diözese Masuren der Evangelisch-Augsburgischen Kirche in Polen, außerdem zur katholischen Pfarrei Naiwady im jetzigen Erzbistum Ermland in der polnischen katholischen Kirche.

## Verkehr
Nowe Kiełbonki liegt an der verkehrstechnisch bedeutenden Landesstraße 58, die die südliche Woiwodschaft Ermland-Masuren mit der Woiwodschaft Podlachien verbindet. Eine Anbindung an den Schienenverkehr besteht nicht.